# Johann Bernoulli
Johann Bernoulli (även känd som Jean), född 27 juli 1667, död 1 januari 1748, var en schweizisk matematiker. Han var bror till Jakob Bernoulli samt far till Nicolaus II, Daniel och Johann II Bernoulli.
Bernoulli blev professor i Groningen 1695 och i Basel 1705. Johann och Jakob Bernoulli är tillsammans ansedda som de viktigaste grundarna till matematisk analys, näst efter Isaac Newton och Gottfried Leibniz. Johann bidrog till många områden av tillämpad matematik, till exempel upptäckten av en ekvation för kedjekurvan, den kurva som en fritt hängande vajer antar när den är uppspänd i sina ändar och påverkas av ett konstant gravitationsfält.
Hans bevarade korrespondens med Leibniz lämnar viktiga bidrag till infinitesimalkalkylens historia.

## Utmärkelser
Asteroiden 2034 Bernoulli är uppkallad efter honom och flera av hans släktingar. Även nedslagskratern Bernoulli på månen är uppkallad efter honom.